# The Born This Way Ball
The Born This Way Ball er den amerikanske sangerinde Lady Gagas tredje turné. Turnéen skulle promovere hendes andet studiealbum, Born This Way (2011). Turnéen omfattede koncerter i Nord- og Sydamerika, Asien, Europa, Afrika og Oceanien. Turnéen var sangerindens første tur til alle kontinenter (bortset fra Antarktis).